# هيكساكلوروفين
هيكساكلوروفين (بالإنجليزية: Hexachlorophene)‏ هو دواء يُستعمل في علاج:
- حب الشباب[8]